# Élections législatives de 2024 au Kurdistan irakien
Des élections législatives ont lieu le 20 octobre 2024 afin d'élire le Parlement du Kurdistan irakien.

## Contexte
Les élections interviennent plusieurs mois après les élections provinciales organisées dans le reste du pays. Initialement prévues pour octobre 2022, les élections sont reportées à novembre 2023 par le parlement kurde en raisons de désaccord au sujet de la loi électorale. Après un jugement de la Cour suprême invalidant l'auto-extension par les parlementaires de leur mandat, les élections sont fixées au 25 février 2024 sous l'égide de la Haute Commission électorale indépendante (IHEC). Des concertations ont cependant lieu en janvier 2024 entre le dirigeant de l'IHEC, Jumana al-Ghalai, et le Président de la république, Abdel Latif Rachid, le premier reconnaissant l'incapacité de la commission a organiser le scrutin à la date prévue.
Un second jugement de la Cour suprême scinde la circonscription électorale unique en quatre et supprime les onze sièges réservés aux minorités, dont les Turkmènes, les Assyriens et les Arméniens, réduisant ainsi de 111 à 100 le total des membres du Parlement. Ces décisions sont rejetées par le Parti démocratique du Kurdistan (PDK), au pouvoir dans la région, qui les qualifient d'inconstitutionnelles et boycotte l'organisation du scrutin. La branche électorale du Conseil judiciaire suprême irakien a ensuite ordonné à l'IHEC d'attribuer 5 des 100 sièges aux minorités, permettant le retour dans le jeu politique du PDK. Le 26 juin 2024, les élections sont finalement fixées au 20 octobre suivant.